# التنسالزویدل
التنسالزویدل (به آلمانی: Altensalzwedel) یک منطقهٔ مسکونی در آلمان است که در Apenburg-Winterfeld واقع شده‌است.

## خصوصیات
التنسالزویدل ۱۶٫۱۱ کیلومترمربع مساحت دارد ۲۹ متر بالاتر از سطح دریا واقع شده‌است.